# لورانس أندريزن
لورانس أندريزن (بالإنجليزية: Lawrence Andreasen)‏ هو غطاس أمريكي، ولد في 13 نوفمبر 1945 في لونغ بيتش في الولايات المتحدة، وتوفي في 26 أكتوبر 1990 في لوس أنجلوس في الولايات المتحدة.

## وصلات خارجية
- لورانس أندريزن على موقع الاتحاد الدولي للسباحة (الإنجليزية)
- لورانس أندريزن على موقع اللجنة الأولمبية الدولية (الإنجليزية)
- لورانس أندريزن على موقع أوليمبيديا (الإنجليزية)